# Henk Waltmans
Hendrik Jan Gerardus (Henk) Waltmans (ur. 28 marca 1930 w Brunssum, zm. 4 maja 2013 w Bredzie) – holenderski polityk, publicysta i politolog, deputowany krajowy i europejski.

## Życiorys
Studiował administrację publiczną na Tilburg University, w 1962 obronił tam doktorat na podstawie pracy poświęconej stosunkowi holenderskich partii do idei narodowej. Pracował jako dziennikarz w lokalnych dziennikach oraz nauczyciel i dyrektor szkoły, regularnie zajmował się także publicystyką. Od 1963 do 1974 kierował holenderskim oddziałem fundacji Europa House.
W latach 50. członek nacjonalistycznej młodzieżówki i redaktor naczelny jej czasopisma. Działał w Katolickiej Partii Ludowej, w 1968 został współzałożycielem rozłamowej Politycznej Partii Radykałów o orientacji chrześcijańsko-lewicowej, a następnie zielonej. Od 1970 do 1974 zasiadał w radzie prowincji Limburgia. W latach 1972–1977 i 1977–1982 deputowany Tweede Kamer, zaś w latach 1986–1987 Eerste Kamer. Od 1976 do 1977 oddelegowany do Parlamentu Europejskiego, a od 1974 do 1976 do Zgromadzenie Parlamentarne Rady Europy. W latach 1984–1994 burmistrz Landsmeer. Po rozwiązaniu radykałów w 1991 nie przystąpił wraz z nimi do GroenLinks, podjął współpracę z Fryzyjską Partią Narodową.

## Odznaczenia
Odznaczony Orderem Lwa Niderlandzkiego III klasy (1987) i belgijskim Orderem Korony IV klasy.